# 東波波 (伊利諾伊州)
東波波（英語：East Paw Paw）是位於美國伊利諾伊州迪卡爾布縣的一個非建制地區。該地的面積和人口皆未知。

## 地理
東波波的座標為41°41′17″N 88°56′21″W / 41.68806°N 88.93917°W，而該地的平均海拔高度為271米（即889英尺）。